# Synthesa
Synthesa ist ein österreichischer Konzern mit Sitz in Perg in Oberösterreich, dessen Unternehmen sich mit der industriellen Erzeugung und dem Handel mit Produkten des Baubedarfs und Baunebenprodukten beschäftigen.

## Beschreibung
Die Unternehmensgruppe wird als österreichischer Marktführer bei Baufarben bezeichnet und gilt als einer der führenden Hersteller von Wärmedämm-Verbundsystemen, Holzlasuren, Lacken, Klebern und Leimen, Tunnelbeschichtungen und Korrosionsschutzprodukten. Neben dem Stammsitz in Perg bestehen Niederlassungen in Wien, Amstetten, Haid/Ansfelden, Wals bei Salzburg, Gratkorn bei Graz, Klagenfurt, Kematen bei Innsbruck und Rankweil. Produktionsstandorte sind Perg und Wels.
Die Synthesagruppe ist seit 1966 Teil der Deutschen Amphibolin-Werke der Robert Murjahn Stiftung (DAW). Von Österreich aus werden Länder in Mittel-, Ost- und Südosteuropa beliefert.

## Historische Entwicklung der Produktpalette und Firmenstruktur
1946 begann Synthesa in Linz-Wegscheid mit der Herstellung eines Kesselstein-Lösungsmittels mit der Bezeichnung „Silitol“ und entwickelte 1949 einen Kasein-Kaltleim, der unter dem Namen „Kaselit“ in Österreich einen Marktanteil von 85 % erreichte. In den 1950er-Jahren brachte das Unternehmen den ersten Dispersions-Weißleim unter der Bezeichnung „Synturit“ auf den Markt, dem unter der Bezeichnung „Kasmalone“ Pulverfarben und unter der Bezeichnung „Synmalon“ Dispersionsprodukte folgten.
1961 übersiedelte Synthesa nach Perg und produziert seitdem Baufarben, Putze, Lacke, Leime und Schleifmittel. Nach dem Tod des Eigentümers, Gustav Hornberg, gelangte das Unternehmen in den Konzern der Deutschen Amphibolin-Werke. Die eigenständige Weiterführung der Synthesa in Perg führte zu weiteren Produktentwicklungen wie die eines wasserverdünnbaren Acryllacks, Silikatfarben, Silikon-Emulsionsfarben, eines wasserverdünnbaren Korrosionsschutz-Lacks, eines Lasuren-Programms und eines lösemittelfreien Boden-Wand-Decke-Klebers.
Mit der 1990 erfolgten mehrheitlichen Beteiligung und späteren gänzlichen Übernahme des Perger Edelputz-Herstellers Fries, Burgholzer & Comp. Baustoffindustrie Ges.m.b.H. und dem Erwerb der Baufarben-Sparte von Herberts Austria entstand 1992 die Synthesa Gruppe, die 1995 den gestreiften Elefanten als Markenzeichen von der Caparol-Gruppe übernahm. Die Wärmedämm-Verbundsysteme und Putze werden seit 1997 unter dem Markennamen Capatect vertrieben und 2004 wurde eine carbonfaserverstärkte Vollwärmeschutzarmierung vorgestellt. Bereits 2007 wurde die Carbon-Produktreihe mit einer mikroporösen photokatalytischen Fassadenfarbe, einem Carbon-Putz und einer sehr widerstandsfähigen Carbonfaserarmierung erweitert.
Der Firmensitz der Synthesagruppe in Perg wurde 2005 konzernintern zum internationalen Holzschutz-Kompetenzzentrum der Caparol-Gruppe ernannt. Seit dem Erwerb von Avenarius-Agro erstreckt sich die Produktpalette auch auf Bautenschutz, Korrosionsschutz, Beton- und Estrich-Vergütung, Holz- und Flammschutz, Wand- und Bodenbeschichtungen, Industrieböden sowie Forst- und Pflanzenschutz.
Im Mai 2012 wurde in Perg in dem dort entstehenden Wirtschaftspark mit dem Bau eines Dämmstoff-Werkes begonnen, wo seit Anfang 2013 Fassadendämmplatten aus EPS-F (expandiertes Polystyrol) hergestellt werden. Das Dalmatherm Dämmstoffwerk in Perg wurde am 26. April 2013 eröffnet.
Im Herbst 2013 wurde in Perg auf einer Grundfläche von 4600 Quadratmetern Grundfläche mit dem Bau eines Schulungs- und Anwendungstechnik-Zentrums einschließlich Bürotraktes für Fachabteilungen (Synthesa Arena) mit einer Nutzfläche von 1900 Quadratmetern begonnen, das am 14. November 2014 offiziell eröffnet wurde.
Die seit 2012 von Synthesa und Capatect vertriebene und gemeinsam mit Naporo entwickelte „Capatect Hanffaser-Dämmplatte“ wurde am 11. November 2013 mit dem österreichischen Klimaschutzpreis in der Kategorie „Klimaschutz durch Innovation“ ausgezeichnet.

## Sonstiges
- Das Unternehmen ist Mitglied der ARGE Qualitätsgruppe Wärmedämmsysteme[9]

## Auszeichnungen, Zertifizierungen
- Zertifikat „Responsible Care“ Baudatenbank
- Österreichischer Klimaschutzpreis und österreichisches Umweltzeichen für die „Capatect Hanffaser-Dämmplatte“
- Österreichisches Umweltzeichen für Synthesa Wandfarben.[10][11]